# Алофитаи
Алофитаи (футуна Alofitai), реже просто Алофи (футуна Alofi), — деревня в королевстве Ало на Уоллис и Футуна. Раньше поселение было центром острова Алофи по производству табака.

## География

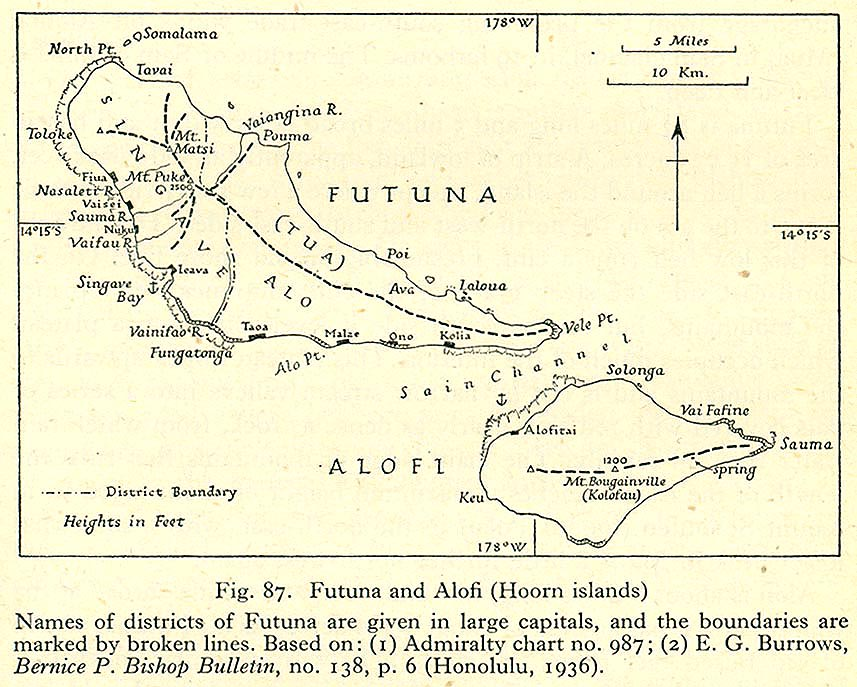
Карта Футуны и Ало.

Деревня находится на северо-западе острова Алофи, лежит на берегу океана. Остальная часть острова у побережья в основном покрыта лесом.
В нескольких километрах от Алофитаи находится побережье острова Футуна и ближайшее поселение, Веле. Попасть к Алофитаи можно с острова Футуна на моторной лодке.
На побережье перед Алофитаи находится узкий коралловый риф.
В поселении есть маленькая церковь, Chapelle d'Alofi, которую посещают по воскресеньям жители Футуны.

## История
С 1970-х годов близ деревни проводились этноархеологические исследования, которые подтвердили принадлежность культуры населения к лапите.
До прихода европейцев на острове Алофи проживало около двух тысяч человек. Остров никогда не был заселённым районом Королевства Ало из-за отсутствия достаточных источников пресной воды, однако он использовался для садоводства (главным образом в прибрежной зоне), а также в качестве рыбопромысловой зоны. Несколько землевладельцев из Футуны использовали Алофи для выращивания овощей и фруктов (например, ямса и хлебного дерева). Таким образом, деревня Алофитаи была заселена только сезонно, но всё равно считалась полноценной деревней с собственным вождём в ранге алики.

## Население
По переписи населения 2018 года, в деревне живёт один человек старческого возраста (70—74 лет).
| Год  | Численность | Численность |
| ---- | ----------- | ----------- |
| 1996 | 0           |             |
| 2003 | 2           |             |
| 2008 | 1           |             |
| 2013 | 1           |             |
| 2018 | 1           | [ 6 ]       |